# Vanessa Paradis
Vanessa Chantal Paradis (sinh ngày 22 tháng 12 năm 1972 tại Saint-Maur-des-Fossés, Pháp) là một ca sĩ và diễn viên nổi tiếng

## Sự nghiệp
Vanessa Paradis được biết đến lần đầu trong show TV L'École des fans năm 1980. Đĩa đơn đầu tiên của cô là  La Magie des surprises-parties vào năm 1985. Mặc dù không gặt hái ngay thành công nhưng cũng đã dọn đường cho ca khúc sau đó đã khiến cô trở nên ca sĩ nổi tiếng quốc tế: "Joe le taxi" (năm 1987), khi cô vừa 14 tuổi. Ca khúc xếp hạng #1 trên đài phát thanh 11 tuần. Đặc biệt hơn, ca khúc này đã làm được điều rất khó xảy ra cho 1 ca khúc tiếng Pháp: được phát hành tại Anh trong cùng năm, và được xếp hạng #3. Ca khúc này nằm trong album M&J (viết tắt cho Marilyn & John, cũng là 1 ca khúc nổi tiếng khác của cô: Marilyn et John).
Năm 1992, Vanessa 19 tuổi, cô làm việc tại Mỹ cùng với ca sĩ nhạc rock Lenny Kravitz và cặp kè với anh một thời gian ngắn. Cô bắt đầu phát hành album mới hát bằng tiếng Anh, ngôn ngữ cô đã bắt đầu lưu loát. Tất cả các ca khúc đều được viết và phát hành bởi Kravitz, album mang tên chính cô Vanessa Paradis, dẫn đầu bảng xếp hạng tại Pháp và ngôi lên được thứ #45 tại Anh. Ca khúc nổi tiếng nhất trong album này là Be My Baby, xếp thứ #5 tại Pháp và thứ #6 tại Anh trong bảng xếp hạng Top 10 UK hit.
Cô cũng tham gia mấy vai diễn, trong đó ấn tượng nhất là "Noce Blanche", giúp cô đoạt giải diễn viên trẻ triển vọng nhất năm 1990 của giải thưởng "1990 César Award for Most Promising Actress". Bộ phim khác của cô được chú ý là La fille sur le pont (năm 1999) (aka Girl on the Bridge), một bộ phim nghệ thuật.

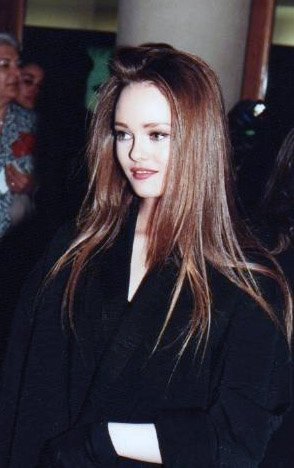
Paradis tại giải César 1991

Năm 1991, Paradis quảng cáo cho Chanel, một mặt hàng nước hoa mới có tên Coco. Trong mẩu quảng cáo đó cô mặc đồ màu đen đính lông chim, miêu tả hình ảnh con chim cựa quậy trong lồng. Năm 2004, cô tiếp tục đóng trong quảng cáo mặt hàng xách tay mới cũng của Channel mang tên Ligne Cambon. Vanessa có lẽ khá nặng nợ với Chanel - năm 2006 cô lại làm người mẫu cho mặt hàng xách tay khác mang tên The New Mademoiselle. Năm 2008 cô làm người mẫu cho công ty mới tên Miu Miu. Cô rất yêu thích trẻ em và thú nuôi trong nhà (đặc biệt là mèo), cô có hát 1 bài về con mèo của mình, 1 album tiếng Pháp và buổi lưu diễn cho trẻ em mang tên"Le Soldat Rose". Paradis hiện đang (when?) phát hành album mới (Divinidylle). Album gồm 3 "versions" khác nhau: version bình thường, limitted edtion đặc biệt dành cho fan hâm mộ, và Christmas edition dành làm quà tặng Giáng Sinh. Cô bắt đầu chuyến lưu diễn quảng bá cho album này mang tên "the Divinidylle tour" vào tháng 10. Một vài buổi diễn được thu hình và phát hành DVD/CD. Phim mới nhất của cô cũng vừa phát hành DVD tên là La Clef. Vanessa vừa đoạt 2 giải "Les Victoires de la Musique awards" cho album mới Divinidylle này. Kế hoạch làm việc sắp tới sẽ là phát hành CD "greatest hits" gồm những ca khúc hay nhất của mình, bao gồm cả đoạn nhạc "I love Paris in the Springtime" hát trong quảng cáo, cùng vài ca khúc nhạc trong 2 bộ phim "The Midwife Crisis" và "Un monstre à Paris April" dự định sẽ phát hành năm 2010.

## Gia đình

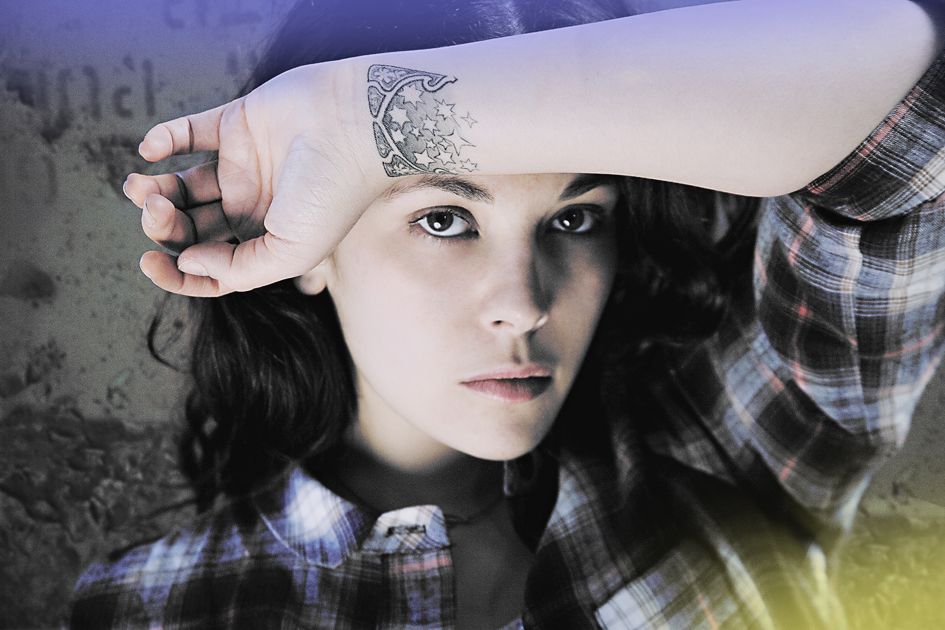
Alysson Paradis

Vanessa Paradis cặp với diễn viên Mỹ Johnny Depp từ năm 1998. Họ được xem là cặp đôi đẹp nhất của làng giải trí. Gái vừa tài vừa sắc cặp với trai cũng vừa tài vừa sắc
Cô kể lại mối duyên của 2 người: "Chúng tôi gặp lần đầu năm 1994 tại nhà 1 người bạn trong giới showbiz. Lần đầu gặp anh ấy tôi đã rất ấn tượng và mấy năm sau đó hình ảnh anh ấy chưa một lần rời khỏi tâm trí tôi. Năm 1998 chúng tôi gặp lại lần nữa. 3 tháng sau đó, chúng tôi đã quyết định chia sẻ cuộc đời này với nhau rồi"
Năm 1998 Johnny Depp đang đóng film "The Ninth Gate" tại Pháp.
Trong 1 cuộc phỏng vấn, Johnny Depp cười: "Đây là tình yêu bằng cái nhìn đầu tiên đó", anh nói tiếp: "Năm 1998, vào cái đêm đó, tôi đang ở cửa chính của khách sạn tại Paris. Tôi nhìn thấy cô nào có vẻ kiều diễm lắm nhưng chỉ thấy từ đằng sau. Bỗng tự nhiên cô quay lại bước tới, nhìn vào mắt tôi như muốn hút hồn tôi, rồi nói 'Chào anh. Anh có còn nhớ tôi hay chăng?' Tôi trả lời 'Vâng' rất máy móc mặc dù đã mấy năm, tôi không tài nào nhớ nổi. Nhưng sau lần gặp đó, tôi biết tôi không thể thoát ra khỏi vòng tay của nàng nữa
Cặp uyên ương có với nhau một con gái, tên Lily-Rose Melody Depp (sinh ngày 27 tháng 5 năm 1999), và một con trai tên John Christopher "Jack" Depp III (sinh ngày 9 tháng 7 năm 2002)
Năm 2000, Paradis phát hành album Bliss bằng tiếng Pháp viết về sự trân trọng của cô dành cho Depp và con gái đầu lòng của 2 người
Vanessa Paradis có 1 em gái nhỏ hơn 10 tuổi tên là Alysson Paradis. Cô em này không ca hát mà đi theo điện ảnh. Cô xuất hiện trong một số film kinh dị tiếng Pháp.

## Đĩa hát đã phát hành
- M&J (1988)
- Variations sur le même t'aime (1990)
- Vanessa Paradis (1992)
- Live (1994)
- Bliss (2000)
- Au Zénith (2001)
- Divinidylle (2007)
- Divinidylle Tour (2008)

## Những film đã tham gia
- Noce Blanche (1989)
- Élisa (1995)
- Un amour de sorcière (1997)
- Le plaisir (et ses petits tracas) (1998) (voice)
- Une chance sur deux (1998)
- La fille sur le pont (aka Girl on the Bridge) (1999)
- Atomik Circus - Le retour de James Bataille (2004)
- Mon ange (2004)
- The Magic Roundabout (2005) (voice)

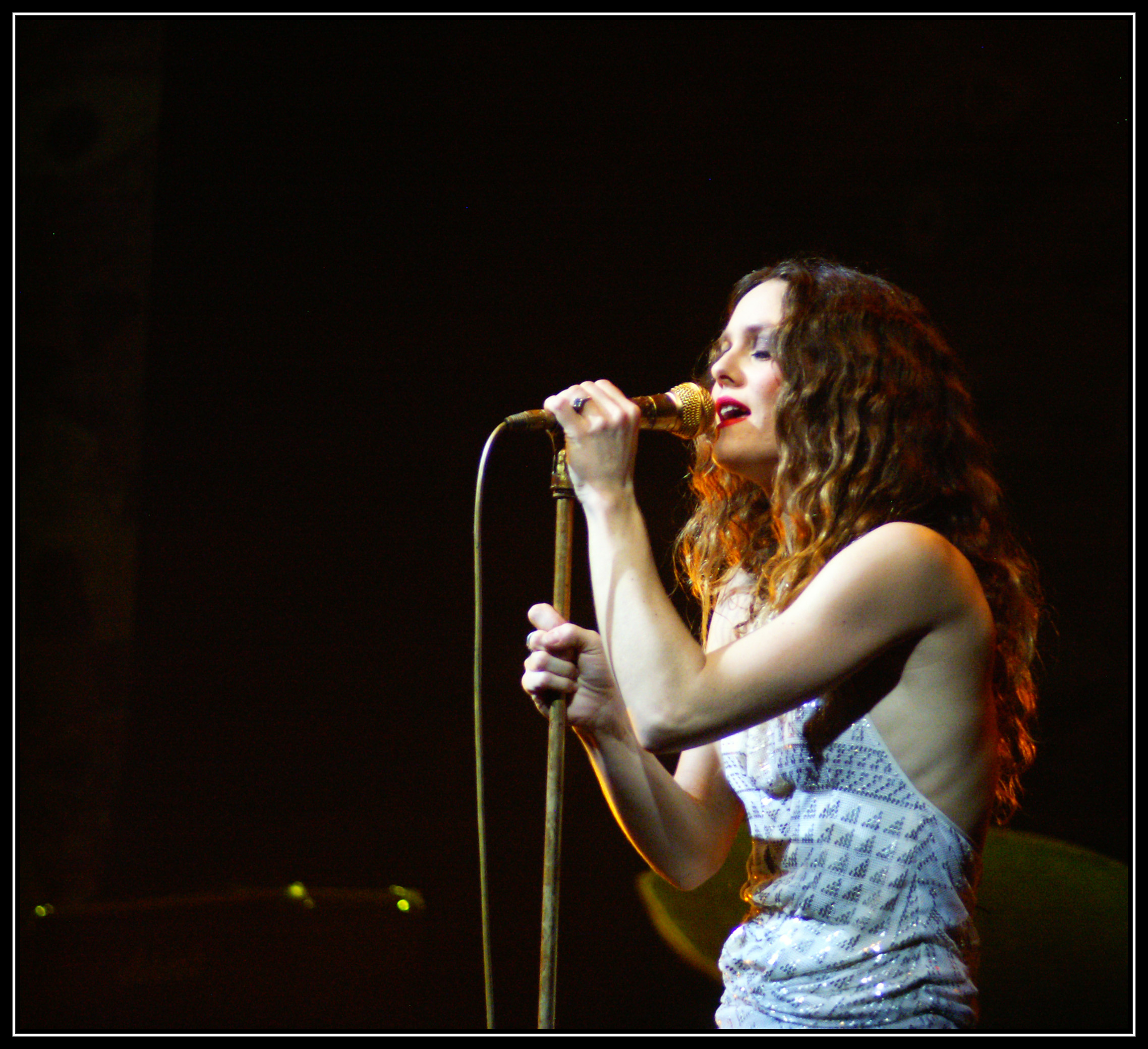
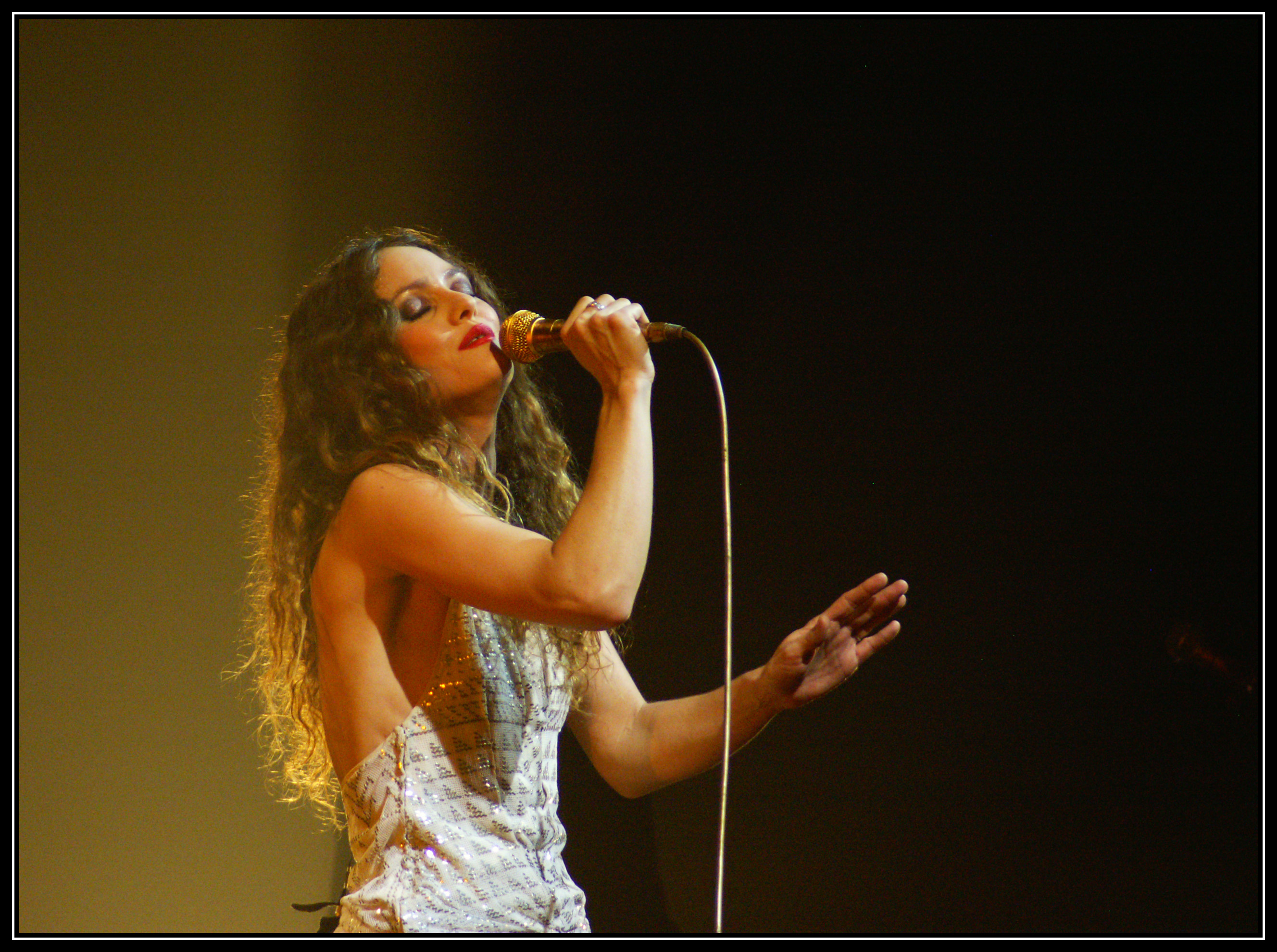
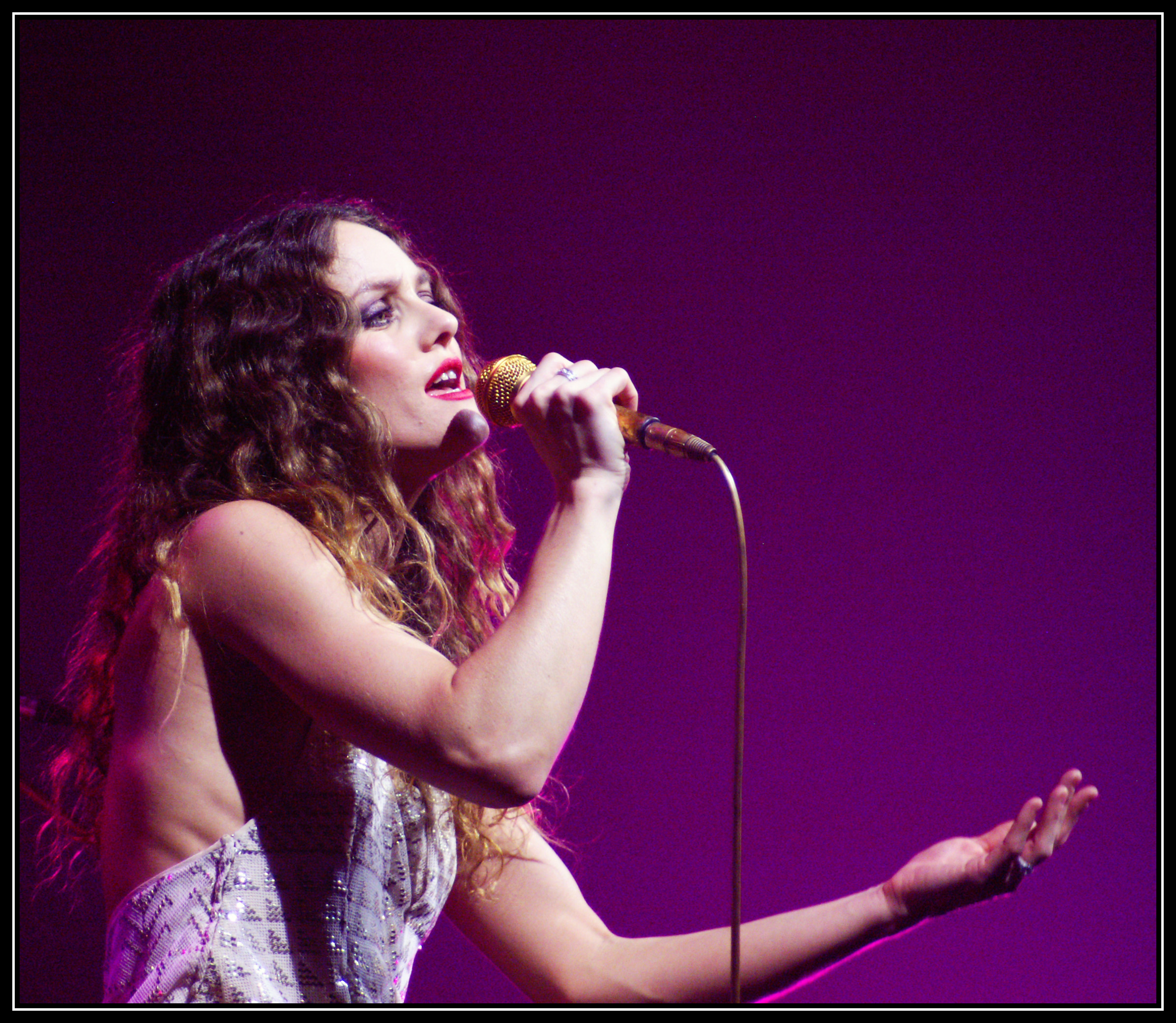
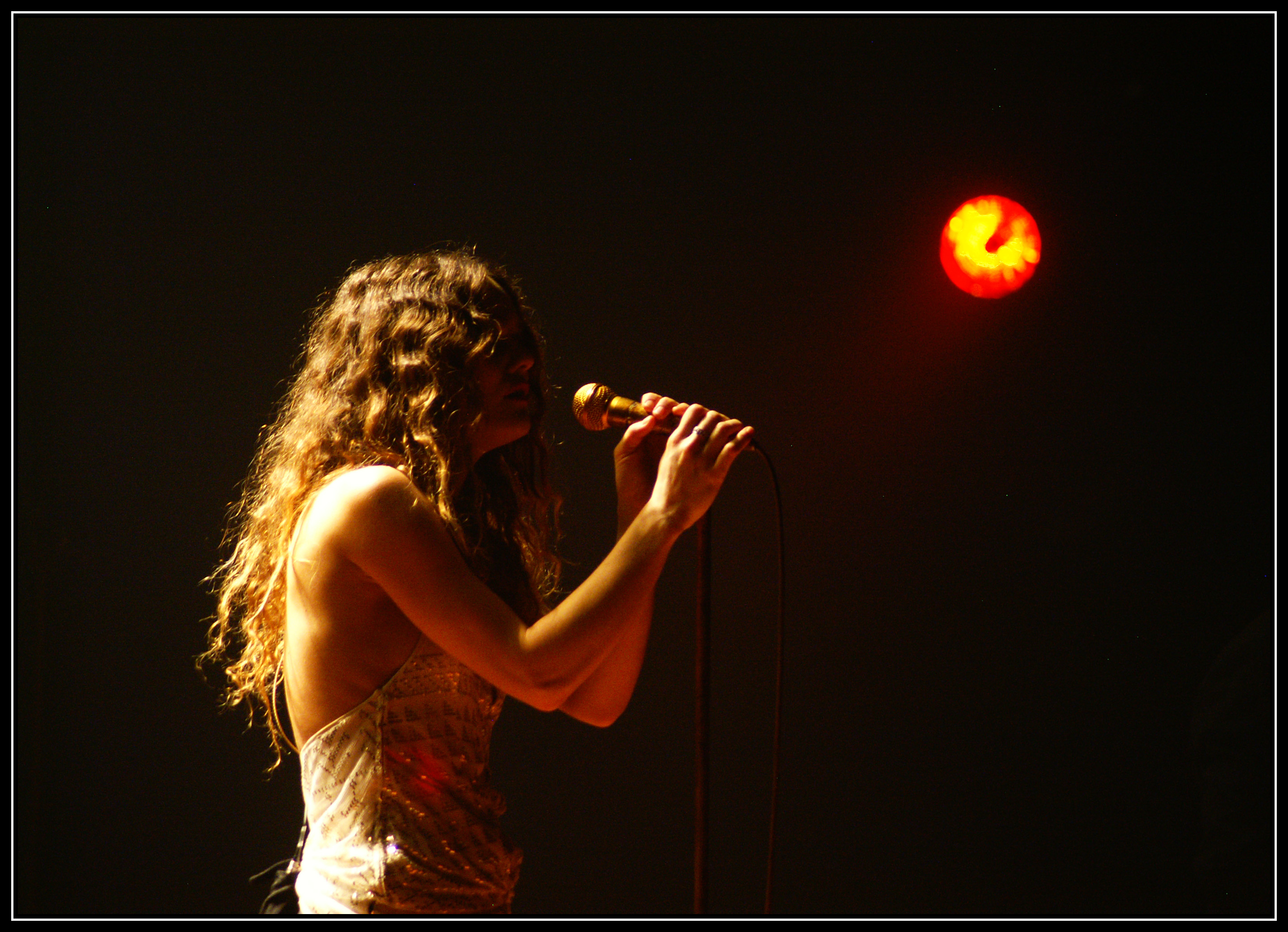

- Le soldat rose (2007)
- La clef (2007)

## Giải thưởng & đề cử
- 1990: César Award of "Most Promising Actress" for Noce Blanche.
- 1990: Victoire De La Musique: "Female Performer of the Year".
- 1990: Prix Romy Schneider
- 1991: Victoire De La Musique: "Video of the Year" for Tandem, directed by Jean-Baptiste Mondino.
- 1999: Nomination to César Awards for "Best Actress" for La fille sur le pont.
- 2001: Nomination to NRJ Music Awards of "Francophone Female Artist of the Year".
- 2001: Nomination to NRJ Music Awards of "Francophone Album of the Year" for Bliss.
- 2007: Named "Chevalier de l'Ordre des Arts et des Lettres".
- 2008: Nomination to NRJ Music Awards of "French Album of the Year" for Divinidylle.
- 2008: Nomination to Trophy Women's Gold in the category "Shows".
- 2008: Victoire De La Musique: "Female Performer of the Year".
- 2008: Victoire De La Musique: "Pop Album of the Year" for Divinidylle.